# 莫羅濟夫卡 (科諾托普區)
51°25′34″N 33°36′30″E / 51.42611°N 33.60833°E
莫羅濟夫卡（烏克蘭語：Морозівка）是位於烏克蘭東北部的村莊，由蘇梅州科諾托普區的克羅萊韋茨市鎮負責管轄。該村處於洛克尼亞河畔，分別距離扎魯德季亞和卡明1.5公里，海拔高度136米，2001年人口109。